# Prezydenci Czarnogóry

## Republika Czarnogóry (1991–2006)

### Legenda
- pełniący obowiązki

| # | Imię i nazwisko             | Portret | Kadencja          | Kadencja          | Partia polityczna | Partia polityczna |
| # | Imię i nazwisko             | Portret | Od                | Do                | Partia polityczna | Partia polityczna |
| - | --------------------------- | ------- | ----------------- | ----------------- | ----------------- | ----------------- |
| 1 | Momir Bulatović (1956–2019) |         | 2 sierpnia 1991   | 15 stycznia 1998  |                   | DPS               |
| 2 | Milo Đukanović (ur. 1962)   |         | 15 stycznia 1998  | 25 listopada 2002 |                   | DPS               |
| – | Filip Vujanović (ur. 1954)  |         | 25 listopada 2002 | 19 maja 2003      |                   | DPS               |
| – | Dragan Kujović (1948–2010)  |         | 19 maja 2003      | 22 maja 2003      |                   | DPS               |
| – | Rifat Rastoder (1950–2023)  |         | 19 maja 2003      | 22 maja 2003      |                   | SDP               |
| 3 | Filip Vujanović (ur. 1954)  |         | 22 maja 2003      | 3 czerwca 2006    |                   | DPS               |

## Czarnogóra (od 2006)
| # | Imię i nazwisko            | Portret | Kadencja       | Kadencja     | Partia polityczna | Partia polityczna |
| # | Imię i nazwisko            | Portret | Od             | Do           | Partia polityczna | Partia polityczna |
| - | -------------------------- | ------- | -------------- | ------------ | ----------------- | ----------------- |
| 1 | Filip Vujanović (ur. 1954) |         | 3 czerwca 2006 | 20 maja 2018 |                   | DPS               |
| 2 | Milo Đukanović (ur. 1962)  |         | 20 maja 2018   | 20 maja 2023 |                   | DPS               |
| 3 | Jakov Milatović (ur. 1986) |         | 20 maja 2023   | nadal        |                   | ES!               |